# Ball de Valencians

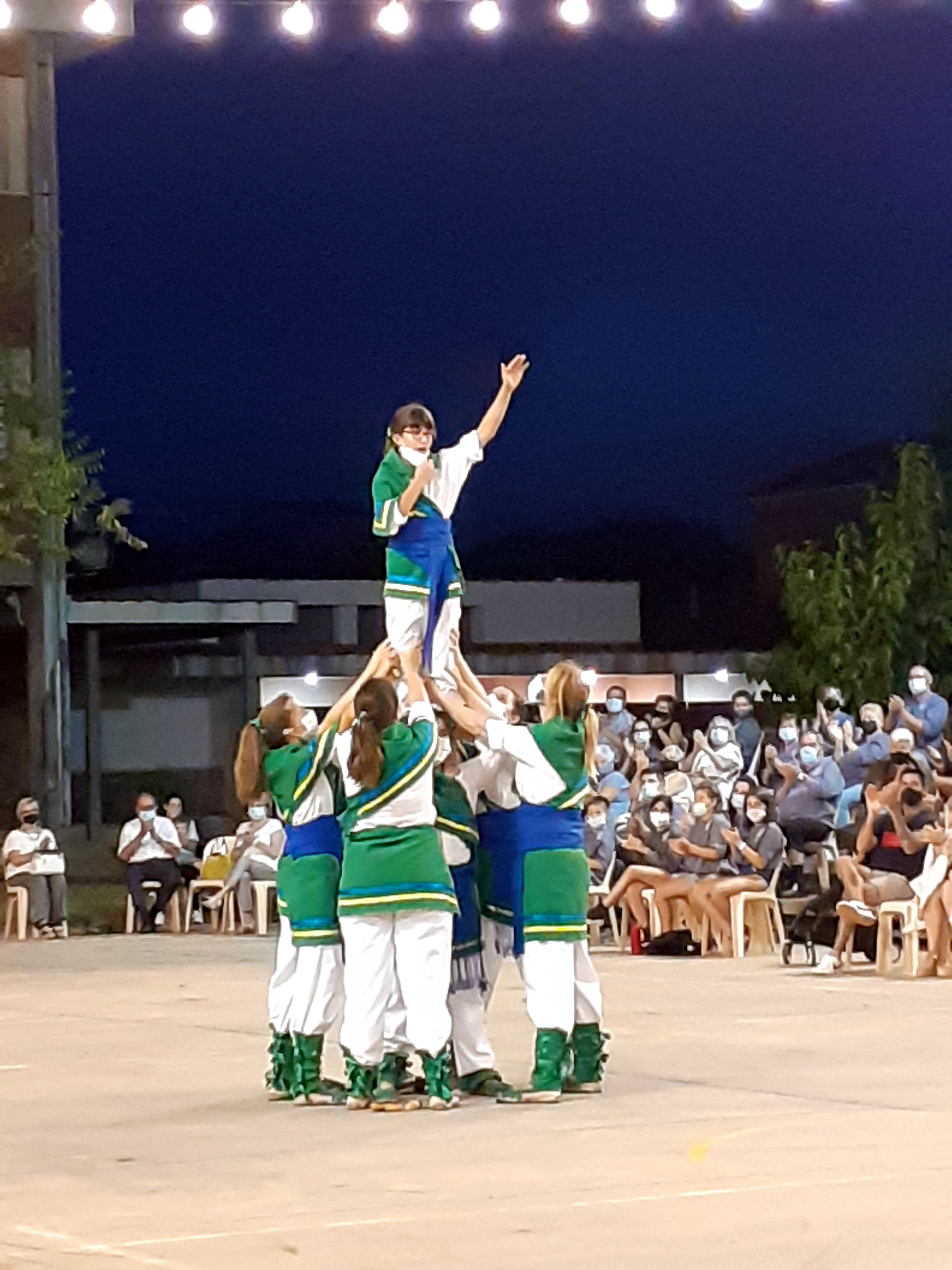
2021 - Festa Major de Sant Jaume a Riudoms - Ball de valencians

Ball de Valencians es el nombre que recibían antiguamente el elemento del cortejo popular que puede documentarse desde el siglo XVII hasta la actualidad en diferentes pueblos del Campo de Tarragona y alrededores.Tiene su origen en la Comunidad Valenciana. 
No todos los bailes de valencianos son iguales, los hay de diversas características, unos tienen torres, otros bailes de castañuelas, etc.
Además, la expresión Ball de Valencians tiene varias acepciones:
1. Baile hecho por unos hombres de la Comunidad Valenciana, lo que es sinónimo de muixeranga de algún pueblo valenciano, que puede tener diferentes partes como un baile, una torre ...
2. Los catalanes copian el baile, por lo que aunque los bailarines no son valencianos, hacen el baile que tiene su origen en la Comunidad Valenciana.
3. Dado el hecho de la inexistencia de ninguna tradición, norma o límite, el baile evoluciona a lo largo del tiempo y lo hace de manera diferente según las zonas geográficas donde permanece vivo, incorporando elementos de la cultura local e incluso llegando a perder elementos propios en origen.
4. Algunos bailes de valencianos devienen castillos.
5. Reaparición del baile de valencianos en pueblos donde la tradición se había perdido, intentando ser lo más fiel al baile original, sin introducir ninguna modificación.

Según Xavier Brotons, el Ball de Valencians constaba de una serie de cuadros de danza, acompañadas de música de gralla y finalizaban con una figura, es decir, con el levantamiento de una pequeña estructura humana, que se llamaba "torreta ", y que constaba de tres o cuatro niveles de altura.

## Algunos ejemplos de Ball de Valencians
Se pueden encontrar ejemplos de baile de valencianos en lugares como: Albarca (1626), Alcover (a finales del siglo XVIII), Alforja (1784), Barcelona, Bellmer, Bràfim, Cambrils, Capafonts , Capçanes, El Catllar, Falset, Lleida, Montblanc, Mont-roig del Camp, Poboleda y Porrera, Prades, Reus, la Riera de Gaià, Santa Margarida i els Monjos, Sata Oliva, la Secuita, la Selva del Camp, Tarragona, Tàrrega, Torredembarra, Ulldemolins, Vandellòs, Valls, El Vendrell, Vilanova y la Geltrú, Vilaseca, Vimboidí...

## El vestido
Cuando se estudian los vestidos y las partes del baile de valencianos se pueden encontrar pistas sobre su origen que pueden apoyar o eliminar las teorías sobre este origen.
El vestido característico del baile de valencianos está formado por: una calza corta, una camisa, las alpargatas, la faja, los pañuelos, los cascabeles y la gorra musca. En ocasiones ciertas partes de la vestimenta son siempre del mismo color, como la camisa blanca o la gorra morada; en cambio otros cambian según los pueblos o las circunstancias.
Respecto a las partes del baile, tenemos por ejemplo: el vilano, la danza, el entrepasada, el baile de la mano, el baile del Ballano...

## La música
Respecto a la música de los Bailes de Valencianos, está muy poco estudiada de forma científica. Existen partituras de las músicas pero poco más. Los autores consideran que las partituras más relevantes a la hora de obtener información son las de Reus.
La mayoría de los bailes incorporan canciones típicas de la zona donde se realizan.